# Łubianka (Couïavie-Poméranie)
Pour les articles homonymes, voir Łubianka.
Łubianka est un village de Pologne situé en Couïavie-Poméranie, dans le gmina (commune) de Łubianka.
Plaque d'immatriculation : CTR.

## Histoire
Entre 1975 et 1998, la ville fait administrativement partie de la voïvodie de Toruń.

## Population
Le village compote 1918 habitants en 2021, dont 964 femmes et 954 hommes.

## Équipements et services publics

### Enseignement
Le village comporte une école primaire avec 162 élèves en 2008 et 260 élèves en 2022 ainsi qu'une école maternelle avec 75 enfants en 2022.